# 送仏偈
送仏偈（そうぶつげ）は、勤行 (浄土宗)で仏を本国に送るための偈文である。最後に五体投地がなされる場合もある。

## 偈文
請仏膸縁還本国（しょうぶつずいえんげんぽんごく）
普散香華心送仏（ふさんこうけしんそうぶつ）
願仏慈心遙護念（がんぶつじしんようごねん）
同生相勧尽須来（どうしょうそうかんじんしゅらい）

## 偈文の訳（和文）
請（しょう）じたてまつる仏縁（ほとけえん）にしたがって本国に還りたまえ
あまねく香華（こうげ）を散じて心に仏を送りたてまつる
願くは仏の慈心（じしん）遙かに護念し
同生（どうしょう）相勧（あいすすむ）須（すべからく）尽（ことごとく）来たるべし